# Pässinsaari (ö i Norra Karelen)
Pässinsaari är en ö i Finland. Den ligger i sjön Valkealampi och i kommunen Juga i den ekonomiska regionen  Joensuu ekonomiska region  och landskapet Norra Karelen, i den sydöstra delen av landet, 400 km nordost om huvudstaden Helsingfors. Öns area är 1,2 hektar och dess största längd är 290 meter i sydöst-nordvästlig riktning.